# 마쓰이 게이시로
마쓰이 게이시로(일본어: 松井 慶四郎, 1868년 3월 5일 ~ 1946년 6월 4일)는 일본의 외교관이다. 오사카 출신이다.

## 주요 경력
- 1889년 7월: 제국대학 법과대학 법률학과(영국법) 졸업. 외무성 시보
- 1890년 11월: 조선 주재(~ 1895년 1월). 교제관 시보
- 1897년 9월: 공사관 1등 서기관
- 1905년 7월: 외무성 참사관
- 1906년 3월: 프랑스 대사관 참사관
- 1913년 2월: 외무차관
- 1915년 10월: 프랑스 주차 특명전권대사
- 1920년 9월: 남작
- 1924년 1월: 외무대신(~ 6월)
- 1924년 6월: 귀족원 의원 (~ 1937년 2월)
- 1929년 5월: 퇴관
- 1937년 2월: 추밀고문관 (~ 1946년 6월)

## 참고 문헌
- 하타 이쿠히코, 《일본근현대인물이력사전》, 도쿄 대학 출판회, 2002년